# Como Nossos Pais
Como Nossos Pais és una pel·lícula dramàtica brasilera del 2017 dirigida i escrita per Laís Bodanzky. Protagonitzada per Maria Ribeiro i Paulo Vilhena, va tenir la seva primera projecció al Festival Internacional de Cinema de Berlín sota el nom de Just Like Our Parents l'11 de febrer de 2017, i es va estrenar als cinemes brasilers el 31 d'agost de 2017.

## Sinopsi
Rosa (Maria Ribeiro) viu una vida automàtica fregant la infelicitat, ja que res està dins del que esperava. És filla de Clarice (Clarisse Abujamra) i Homero (Jorge Mautner), intel·lectuals divorciats de la classe mitjana alta de São Paulo amb idees progressistes i que conviuen de bon grat. Més conservadora que ells, la Rosa viu en conflicte sobretot amb la seva mare, una relació ambigua coberta d'amargor. A casa tampoc les coses van bé, ja que el matrimoni amb l'antropòleg Dado (Paulo Vilhena) està a punt d'ensorrar-se per la manca de comunicació entre ells i l'arribada de les filles preadolescents Nara (Sophia Valverde) i Juliana (Annalara Prates) està marcada pel conflicte i una sensació de manca de compromís per afrontar la situació. Per si fos poc, la Rosa encara manté la casa amb una feina frustrant que l'ofega i li mata cada dia les ganes de convertir-se en dramaturga. Entre tots els conflictes familiars i professionals, s'ha d'enfrontar als dilemes d'una etapa peculiar de la seva vida, on tot sembla lluny de la falsa vida perfecta que ella idealitzava.

## Repartiment
- Maria Ribeiro com Rosa Fabri Vasconcellos
- Paulo Vilhena com Eduardo Vasconcellos (Dado)
- Clarisse Abujamra com Clarice Fabri
- Jorge Mautner com Homero Fabri
- Sophia Valverde com Nara Fabri Vasconcellos
- Annalara Prates com Juliana Fabri Vasconcellos
- Felipe Rocha com Pedro
- Gilda Nomacce com Didi
- Cazé Peçanha com Cacau
- Herson Capri com Roberto Nathan
- Heleninha Boskovic Cortez com Rosa (adolescent)
- Ralf Henze com cientista americano

## Premis i nominacions
El 26 d'agost de 2017 va ser la gran guanyadora del 45è Festival de Cinema de Gramado amb sis premis: pel·lícula, direcció, actriu per a Maria Ribeiro, actor per a Paulo Vilhena, actriu secundària per a Clarisse Abujamra i muntatge per a Rodrigo Menecucci.
| Any  | Premi/Festival                                    | Categoria                                    | Resultat  |
| ---- | ------------------------------------------------- | -------------------------------------------- | --------- |
| 2017 | Festival de Berlín                                | Premi de la Mostra Panorama                  | Nominat   |
| 2017 | Festival de Berlín                                | Premi Teddy                                  | Nominat   |
| 2017 | Festival de Cinema Brasileiro de Paris            | Millor pel·lícula                            | Guanyador |
| 2017 | Festival de Gramado                               | Millor Pel·lícula                            | Guanyador |
| 2017 | Festival de Gramado                               | Millor direcció (Laís Bodanzky)              | Guanyador |
| 2017 | Festival de Gramado                               | Millor muntatge                              | Guanyador |
| 2017 | Festival de Gramado                               | Millor Actriu (Maria Ribeiro)                | Guanyador |
| 2017 | Festival de Gramado                               | Millor Actriu secundària (Clarisse Abujamra) | Guanyador |
| 2017 | Festival de Gramado                               | Millor Actor (Paulo Vilhena)                 | Guanyador |
| 2018 | XXIV Mostra de Cinema Llatinoamericà de Catalunya | Millor Actriu (Maria Ribeiro)                | Guanyador |
| 2018 | XXIV Mostra de Cinema Llatinoamericà de Catalunya | Premi del Públic                             | Guanyador |